# جون ماكيلروي
جون ماكيلروي (بالإنجليزية: John McElroy)‏ (1846 - 1929)؛ روائي أمريكي.